# عبور از آینده (فیلم)
عبور از آینده(به اینگلیسی:Walking Past the Future)فیلمی در ژانر درام به کارگردانی لی روجن است که در سال ۲۰۱۷ منتشر خواهد شد. این فیلم برای رقابت در بخش نوعی نگاه هفتادمین جشنواره فیلم کن انتخاب شده است.